# Scott Ellis
Scott Ellis (19 de Abril de 1957, Washington, D.C.) é um diretor de palco americano e diretor de televisão.